# Lebiinae
Lebiinae je potfamilija prizemnih buba iz porodice Carabidae. Unutar Lebiinae postoji više od 330 rodova i 6.300 opisanih vrsta, u 5 plemena.

## Lebiinae plemena
Cyclosomini Laporte, 1834
Lachnophorini LeConte, 1853
Lebiini Bonelli, 1810
Odacanthini Laporte, 1834
Perigonini G.Horn, 1881

## Spoljašnje veze
- Медији везани за чланак Lebiinae на Викимедијиној остави